# 多拉尔
多拉尔，是西班牙安达卢西亚自治区格拉纳达省的一个市镇。总面积79平方公里，
2001年普查人口總數為611人，人口密度為每平方公里8人。